# Hal Perry (homme politique)
Pour les articles homonymes, voir Hal Perry.
John "Hal" Perry, né le 18 novembre 1965, est un homme politique canadien. 
Il est élu à l'Assemblée législative de l'Île-du-Prince-Édouard lors de l'élection provinciale de 2011. Il représente la circonscription de Tignish-Palmer Road en tant qu'un membre du Parti progressiste-conservateur de l'Île-du-Prince-Édouard. 
Le 3 octobre 2013, Hal Perry annonce son ralliement au Parti libéral. Le même jour, le premier ministre de l'Île-du-Prince-Édouard Robert Ghiz confirme la nouvelle lors d'une conférence de presse.